# (6296) Cleveland
(6296) Cleveland (1988 NC) – planetoida z grupy pasa głównego asteroid okrążająca Słońce w ciągu 2,6 lat w średniej odległości 1,89 j.a. Odkryta 12 lipca 1988 roku.